# Avon Championships of Boston 1980
L'Avon Championships of Boston 1980 è stato un torneo di tennis giocato sul sintetico indoor. È stata la 7ª edizione del torneo, che fa parte del WTA Tour 1980. Si è giocato a Boston negli USA dal 10 al 16 marzo 1980.

## Campionesse

### Singolare
Tracy Austin ha battuto in finale  Virginia Wade con il punteggio di 6–2, 6–1

### Doppio
Rosemary Casals /  Wendy Turnbull hanno battuto in finale  Billie Jean King /  Ilana Kloss con il punteggio di 6–4, 7–6